# Le Roy (Minnesota)
Le Roy es una ciudad ubicada en el condado de Mower en el estado estadounidense de Minnesota. En el Censo de 2010 tenía una población de 929 habitantes y una densidad poblacional de 519,84 personas por km².

## Geografía
Le Roy se encuentra ubicada en las coordenadas 43°30′48″N 92°30′28″O / 43.51333, -92.50778. Según la Oficina del Censo de los Estados Unidos, Le Roy tiene una superficie total de 1.79 km², de la cual 1.79 km² corresponden a tierra firme y (0%) 0 km² es agua.

## Demografía
Según el censo de 2010, había 929 personas residiendo en Le Roy. La densidad de población era de 519,84 hab./km². De los 929 habitantes, Le Roy estaba compuesto por el 99.25% blancos, el 0% eran afroamericanos, el 0.11% eran amerindios, el 0.11% eran asiáticos, el 0% eran isleños del Pacífico, el 0.22% eran de otras razas y el 0.32% pertenecían a dos o más razas. Del total de la población el 0.54% eran hispanos o latinos de cualquier raza.